# Тушин
Ту́шин (пол. Tuszyn) — місто в південно-центральній Польщі.
Належить до Лодзького-Східного повіту Лодзького воєводства.

## Демографія
Демографічна структура станом на 31 березня 2011 року:
|          | Загалом | Допрацездатний вік | Працездатний вік | Постпрацездатний вік |
| -------- | ------- | ------------------ | ---------------- | -------------------- |
| Чоловіки | 3455    | 620                | 2505             | 330                  |
| Жінки    | 3871    | 649                | 2346             | 876                  |
| Разом    | 7326    | 1269               | 4851             | 1206                 |